# 伊万娜·巴代亚
伊万娜·巴代亚（羅馬尼亞語：Ioana Badea，1964年3月22日—），罗马尼亚女子赛艇运动员。她曾代表罗马尼亚参加1984年夏季奥林匹克运动会赛艇比赛，获得女子四人双桨有舵手金牌。